# Gouvernement Ben Ammar
Protectorat français de Tunisie
Mzali Bourguiba I
Le gouvernement Ben Ammar est le dernier gouvernement tunisien formé avant l'indépendance de la Tunisie pendant le protectorat français. C'est lui qui négocie les accords d'autonomie interne, puis le protocole d'indépendance, devenant ainsi le premier gouvernement de la Tunisie indépendante pour quelques semaines.

## Contexte

### Recrudescence des attentats
Après la démission du gouvernement de Mohamed Salah Mzali le 17 juin 1954, c'est le secrétaire général, Georges Dupoizat, qui assure l'intérim et expédie les affaires courantes.
Le pays est au bord de la guerre civile : les accrochages entre l'armée française et les fellagas se multiplient, les attentats terroristes aussi. Le 13 juin, l'attaque du bureau de vote de Djebel Abiod où se déroulent les élections pour la désignation de deux membres de la Chambre tunisienne d'agriculture du Nord fait cinq morts et de nombreux blessés. Le 29 juin, c'est un café français qui est pris pour cible à Tebourba laissant un mort et cinq blessés. En représailles, un café maure est mitraillé à Menzel Bouzelfa le 1er juillet causant la mort de trois consommateurs et en blessant sept. Le 10 juillet, un commando tue cinq Français et un Tunisien à Ferryville avant de mitrailler les façades des maisons du quartier européen. Le lendemain, des contre-terroristes de la Main rouge s'attaquent à des cafés maures à Jemmal et El Batan, tuant quatre Tunisiens et en blessant six. Entre le 19 mars et le 23 juillet, 54 civils français et tunisiens sont tués, ainsi que 21 membres des forces de l'ordre et 53 fellagas.
Mais les attentats ne sont pas tous aveugles : des Tunisiens suspects de collaboration, comme l'avocat Tahar Essafi et le vice-président de la municipalité de Radès, Chadli Sfaxi, sont abattus. Le 24 juillet, c'est le colonel de Benoît de La Paillonne, directeur de l'administration centrale de l'armée tunisienne, qui tombe. Les nationalistes sont visés également : le 13 juillet, le médecin personnel du bey, Abderrahmen Mami, est assassiné,.

### Nomination de Pierre Mendès France à la présidence du Conseil
Le 18 juin 1954, au lendemain de la démission du gouvernement Mzali, Pierre Mendès France est investi au poste de président du Conseil. Pour montrer l'importance qu'il attache aux problèmes marocains et tunisiens, il transforme l'ancien secrétariat d'État en ministère des Affaires marocaines et tunisiennes, dévolu à Christian Fouchet. Ce dernier multiplie alors les rencontres avec des interlocuteurs de tous bords, des nationalistes tunisiens aux représentants des Français de Tunisie pendant que le président du Conseil négocie à Genève la fin du conflit indochinois. Mendès France n'attend pourtant pas la fin des négociations avec le Việt Minh – qui ne s'achèvent que le 24 juillet — pour tenter de ramener le calme en Tunisie. Le 17 juillet, Habib Bourguiba est transféré de l'île de Groix au château de La Ferté à Amilly, à 110 kilomètres de Paris. Il peut y recevoir Mohamed Masmoudi, alors représentant du Néo-Destour à Paris, qui rentre de Genève où il a rencontré le président du Conseil. Celui-ci lui annonce qu'il a l'attention de se rendre à Tunis pour y annoncer sa volonté de mettre en place un gouvernement d'union nationale chargé de négocier les conditions d'accès à l'autonomie interne du pays. Dans le même temps, le 19 juillet, le général Boyer de Latour du Moulin, alors commandant supérieur des troupes en Tunisie, est convoqué à Genève où Mendès France lui propose le poste de résident général de France en remplacement de Pierre Voizard. Ce dernier est rappelé à Paris le 28 juillet où il apprend son remplacement. Pour la première fois dans l'histoire du protectorat, un résident général ne prend pas congé du bey au moment de son départ.

### Voyage de Pierre Mendès France à Tunis
Le 31 juillet 1954, Pierre Mendès France arrive à Tunis accompagné du maréchal Alphonse Juin (qui avait déposé Moncef Bey en 1943), de Fouchet et de Yves Perrussel, ancien président du Rassemblement du peuple français à Tunis). À midi et demi, il est reçu par Lamine Bey, au palais de Carthage où il annonce dans le célèbre discours de Carthage : 
« [...] L'autonomie interne de la Tunisie est reconnue et proclamée sans arrière-pensée par le gouvernement français, qui entend tout à la fois l'affirmer dans son principe et lui permettre dans l'action la consécration du succès.

Le degré d'évolution auquel est parvenu le peuple tunisien – dont nous avons lieu de nous réjouir d'autant plus que nous y avons largement contribué – la valeur remarquable de ses élites, justifient que ce peuple soit appelé à gérer lui-même ses propres affaires.
C'est pourquoi nous sommes prêts à transférer à des personnes et à des institutions tunisiennes l'exercice interne de la souveraineté.
Dès maintenant, si tel est votre désir, un nouveau gouvernement peut être constitué qui, outre la gestion des affaires de la Régence, sera chargé de négocier en votre nom avec le gouvernement français les conventions destinées à fixer clairement les droits des uns et des autres [...]
Les Français, en échange de leurs services passés et présents, du rôle qu'ils peuvent et doivent jouer dans l'avenir, ont acquis le droit de vivre et de travailler en Tunisie, droit dont personne ne songe à les priver [...]
Outre la part qu'ils pourront prendre notamment à la vie municipale, à la représentation et à la défense de leurs intérêts au sein d'assemblées qui leur seront propres, les Français doivent avoir les moyens pratiques de faire assurer le respect des règles de droit inscrites en leur faveur dans les conventions [...]

Comme vous-mêmes, j'ai le droit d'espérer qu'un terme sera mis maintenant aux violences. S'il fallait affecter plus de moyens pour les maîtriser, le gouvernement français n'hésiterait pas à envoyer tous les renforts nécessaires. Si de nouveaux attentats venaient endeuiller ce pays, les sanctions, je dois le dire loyalement, seraient d'une rigueur que ne mitigerait aucun ménagement [...]. »
Aziz Djellouli est contacté pour prendre le poste de grand vizir mais il refuse ; c'est donc Tahar Ben Ammar, alors président de la Chambre d'agriculture tunisienne, qui accepte la fonction. Le choix de ses ministres est alors l'objet de discussions serrées car le gouvernement français refuse la présence des membres du gouvernement Chenik qui avaient signé la requête tunisienne auprès de l'Organisation des Nations unies en 1952. De plus, le nombre de membres du Néo-Destour doit d'abord être limité à deux puis est finalement porté à quatre. À cette date, le Néo-Destour est toujours interdit et il faut attendre le 3 septembre 1954 pour voir abrogé l'arrêté du 12 avril 1938 qui l'avait dissous.

## Composition
Le 18 août 1954, la composition initiale du gouvernement est annoncée :
- Tahar Ben Ammar : grand vizir ;
- Aziz Djellouli[16] : ministre d'État (indépendant) ;
- Mongi Slim : ministre d'État (destourien) ;
- Chedly Rehaïem[17] : ministre des Transports (socialiste) ;
- Ali Belhadj[18] : ministre de l'Agriculture (indépendant) ;
- Sadok Mokaddem : ministre de la Justice (destourien) ;
- Tahar Zaouche : ministre de la Santé (indépendant) ;
- Mohamed Masmoudi[19] : ministre d'État (destourien) ;
- Hédi Nouira : ministre du Commerce (destourien) ;
- Naceur Ben Saïd[20] : ministre de l'Urbanisme et de l'Habitat (indépendant).

Comme dans le gouvernement précédent, les portefeuilles des Finances, Travaux Publics, Enseignement et PTT restent aux mains de directeurs français ayant rang de ministre :
- Jean-Gaston Fraissé : directeur des finances ;
- Jean Mathieu : directeur des travaux publics ;
- Lucien Paye : directeur de l'instruction publique et des beaux-arts ;
- André Blanchard : directeur des PTT.

Après le décès d'Ali Belhadj, Tahar Ben Ammar assure l'interim au ministère de l'Agriculture.

## Négociations des conventions sur l'autonomie interne

### Début des négociations
Les négociations débutent à Tunis le 4 septembre entre Tahar Ben Ammar, Aziz Djellouli, Mongi Slim, Mohamed Masmoudi et Christian Fouchet et se poursuivent à Paris le 13 septembre sous la conduite des trois ministres d'État accompagnés de leurs chefs de cabinet (Ahmed Mestiri, Abderrazak Rassaa et Béchir Ben Yahmed), de Habib El Mekki (chargé de mission) et de cinq experts Albert Bessis (ancien bâtonnier de l'ordre des avocats et ancien rapporteur du budget au Grand Conseil), Mokhtar Latiri (ancien élève de l'École polytechnique, ingénieur principal, chef de la division des travaux publics de Sousse), Mahmoud Khiari (président de la Fédération générale des fonctionnaires), Mahmoud Messadi (agrégé, professeur à l'Institut des hautes études de Tunis) et Mohamed El Abed Mzali (agrégé, sous-directeur de la direction de l'Instruction publique).
Entre les Français qui considèrent l'autonomie interne comme un aboutissement et les Tunisiens qui n'y voient qu'une étape vers l'indépendance, les marchandages sont âpres. Les principaux points de blocage sont le statut des territoires du Sud alors sous contrôle militaire, la représentation des Français dans les institutions et, surtout, la direction des services d'ordre. Les répressions policières des dernières années ont laissé un goût amer aux nationalistes qui veulent se prémunir contre cette menace. Mais les Français veulent garder cette garantie contre les débordements dont pourraient être victimes les populations européennes. Le problème des fellagas est là pour rappeler la nécessité de forces de police efficaces.

### Problème des fellagas

#### Bilan des combats
Malgré les annonces de Pierre Mendès France, les fellagas n'avaient pas suspendu la lutte armée. Le début des négociations le 4 septembre avait d'ailleurs coïncidé avec un grave accrochage entre militaires et rebelles au Djebel Arbata, près de Makthar. Entre le 1er mai et le 1er novembre, on déplore 42 civils tués ainsi que 34 soldats ou policiers et 147 fellagas.
Le 15 septembre, Boyer de Latour propose d'accorder l'aman aux combattants qui déposeraient les armes mais son appel n'est pas entendu. Les combats s'intensifient avec l'arrivée de renforts de troupes françaises en provenance d'Indochine.
Tout le monde est conscient que seul un mot d'ordre du Néo-Destour pourrait convaincre les fellagas d'arrêter le combat mais opposants et partisans d'une cessation de la lutte armée s'affrontent au sein du parti.

#### Oppositions au sein du Néo-Destour
Habib Bourguiba est partisan d'un arrêt des combats afin d'accélérer la négociation des conventions. Il est conscient que les actions terroristes ne font que renforcer les opposants à Mendès France qui veulent abandonner la voie des réformes. Les gouvernements de la Quatrième République sont à la merci de marchandages politiques et beaucoup de députés français s'impatientent devant une situation toujours aussi instable en Tunisie malgré toutes les promesses faites. La chute du gouvernement pourrait tout remettre en cause.
Mais au sein du Néo-Destour, beaucoup se disent que c'est la lutte armée qui a convaincu le gouvernement français qu'il fallait négocier. Cesser la lutte pourrait inciter Paris à revenir sur ce qui a été promis. D'autres sont tentés d'utiliser les fellagas comme moyen de pression sur le gouvernement français. Ainsi Salah Ben Youssef écrit au congrès national du parti le 12 novembre  qu'« il est nécessaire de soutenir les fellagas comme moyen de pression pour aller plus loin que ne l'avait promis Mendès-France, c'est-à-dire l'indépendance totale ». Déjà la fracture se dessine entre les partisans de la négociation par étapes chère à Bourguiba et ceux qui veulent l'indépendance tout de suite.

#### Reddition des fellagas
Le 1er novembre 1954, l'insurrection armée débute en Algérie. Le 11 novembre, le gouvernement français, contraint de lutter sur deux fronts, adresse un ultimatum aux négociateurs tunisiens en subordonnant la poursuite des négociations à la fin du « fellagisme ». Le 14 novembre, sous la pression de Bourguiba, le conseil national du Néo-Destour invite les deux gouvernements à « apporter au problème des fellagas une solution garantissant d'une manière explicite leur sauvegarde, leur liberté individuelle, ainsi que celle de leurs familles ».
Le 20 novembre, un accord est enfin trouvé et stipule que, d'une part, « le gouvernement tunisien invite solennellement les fellagas à remettre leurs armes aux autorités françaises et tunisiennes », d'autre part « le résident général de France et le gouvernement tunisien se portent garants qu'en vertu de l'accord conclu entre eux, les fellagas ne seront ni inquiétés, ni poursuivis et que des mesures seront prises pour faciliter la réadaptation des fellagas à une vie normale de leurs familles ».
L'appel est entendu puisque, le 9 décembre, aux termes des dix jours consacrés à la reddition des troupes combattantes, 2 514 fellagas ont déposé les armes. Seuls quelques irréductibles, tel Tahar Lassoued, restent dans les montagnes. Mais il n'y aura plus aucun combat jusqu'au 31 janvier 1955. C'est une importante victoire pour Habib Bourguiba et Pierre Mendès France qui désarment leurs opposants. Les négociations peuvent alors reprendre.

### Signature des conventions
La chute du gouvernement Mendès France le 6 février 1955 ne remet pas en cause les négociations en cours. Edgar Faure qui lui succède le 23 février connaît bien la Tunisie pour y avoir vécu en 1942. Pierre July prend la succession de Christian Fouchet au ministère des Affaires marocaines et tunisiennes et continue les négociations dans le même état d'esprit que son prédécesseur.
Les conventions sont enfin paraphées par les négociateurs le 22 avril 1955 en attendant leur ratification par le parlement français. À leur retour à Tunis, le 24 avril, les signataires sont accueillis avec enthousiasme et reçus par le bey. Des rassemblements sont organisés pour détailler les termes de l'accord et recueillir l'adhésion des participants. Le 1er mai, à l'occasion de la Fête du Travail, l'Union générale tunisienne du travail réunit 15 000 personnes au stade municipal du Belvédère. Le 2 mai, c'est sur la place des Moutons que 40 000 manifestants viennent écouter les explications des dirigeants néo-destouriens. Toutefois, des voix discordantes se font entendre : le Destour rejette par avance, dès le 17 avril, « toute convention issue des négociations en cours ». Le 28 avril, le Parti communiste tunisien dénonce l'instauration d'« une caricature d'autonomie interne » et appelle à une vaste campagne de pétitions et de délégations pour en changer le contenu mais l'opposition qui aura le plus de conséquences est celle de Salah Ben Youssef qui déclare le 25 avril depuis Bandung où il représente le Néo-Destour à la conférence des pays non alignés : « le peuple tunisien est plus fondé que jamais à rejeter l'autonomie illusoire vidée de sa substance ».
L'opposition la plus violente vient de la population française. Le 30 avril, ils sont 6 000 rassemblés au Palais de la foire à Tunis, autour de plusieurs orateurs parmi lesquels Gabriel Puaux qui déclare que les Français de Tunisie ne reconnaissent pas des conventions « disposant de leur sort et de leur avenir, créant une véritable et grave rupture de contrat entre eux et la France métropolitaine (on leur avait dit pendant soixante-dix ans, construisez comme si vous étiez en terre française) alors qu'aucun de leurs représentants valablement élus n'aura pu ni discuter, ni encore moins accepter ces conventions ». Cependant, l'intervention la plus violente vient du général Marcel Rime-Bruneau qui soulève les acclamations de la foule en leur lançant : « Vous qui avez gardé l'honneur, vous devez vous dresser unanimes pour le suprême combat. Vous n'êtes pas des lâches ». Plus grave, il les invite à infliger une « correction » aux libéraux français qui soutiennent la politique de réformes du gouvernement. Il est entendu puisque, le 2 mai, le docteur Étienne Burnet, âgé de 82 ans et président du Comité pour une libre coopération franco-tunisienne, est agressé chez lui à coups de matraques. Le même jour, Jean Pignon, secrétaire général du même comité, échappe à une tentative d'agression. Le lendemain, c'est un administrateur français du gouvernement tunisien du nom de Cuny qui est blessé grièvement à coups de poing américain. Le résident général réplique le 3 mai en faisant expulser le général Rime-Bruneau en vertu de l'édit royal de 1778 qui permet à tout consul en pays étranger de renvoyer en France « tout Français qui, par sa mauvaise conduite et par ses intrigues, pourrait être nuisible au bien général ». Le 7 mai, date anniversaire de la libération de Tunis en 1943, 15 000 personnes défilent dans le centre-ville. À la fin de la manifestation, une centaine de jeunes français, scandant le nom de Rime-Bruneau, forcent le barrage de police et viennent se coller devant la grille de la résidence de France qu'ils tentent d'investir avant d'être repoussés par « un service d'ordre débonnaire ».
Les accords d'autonomie interne sont signés le 3 juin 1955 par Edgar Faure et Pierre July d'une part, Tahar Ben Ammar et Mongi Slim d'autre part. Le 9 juillet, le texte est ratifié par le parlement français par 538 voix contre 44 et 29 abstentions. Le 7 août, Lamine Bey scelle les conventions au cours d'une cérémonie solennelle au palais de Carthage, sur la même table où fut signé le traité du Bardo le 12 mai 1881.

### Contenu des conventions
Les conventions de La Marsa qui avaient permis de mettre l'administration tunisienne sous tutelle sont maintenant abrogées. Seul le traité du Bardo qui avait concédé à la France la politique extérieure de la régence est encore applicable. C'est pourquoi le but de ces conventions est de rendre au gouvernement tunisien ses prérogatives tout en assurant à la population française une représentation politique dans les différentes assemblées. Négociateurs tunisiens et français finissent par s'entendre sur les points suivants, :
- la Tunisie reconnaît « à tous ceux qui vivent sur son territoire la jouissance des droits et des garanties de la personne énoncés par la Déclaration universelle des droits de l'homme » (article 5) ;
- l'arabe est reconnu « langue nationale et officielle de la Tunisie » mais la langue française « n'est pas considérée comme une langue étrangère » (article 7) ;
- la France est maintenant représentée par un haut-commissaire qui remplace le résident général. Il ne sera plus que « l'intermédiaire des rapports du gouvernement français avec les autorités tunisiennes pour les affaires communes aux deux pays » (article 11) ;
- la politique extérieure et la défense restent du ressort de la France ;
- concernant la police, le directeur de la sécurité sera français pendant deux ans. Pendant les cinq ans suivants, il relèvera à la fois du chef du gouvernement tunisien et du haut-commissaire français. Le commissaire central de Tunis restera français ainsi que les commissaires des agglomérations comprenant un fort pourcentage d'Européens. La proportion des policiers français à Tunis ne sera pas inférieure au tiers des effectifs ;
- les conseils municipaux des villes à forte présence européenne (Tunis, Bizerte, Ferryville, Sfax, Sousse, Aïn Draham, Fochville, Mégrine, Saint-Germain et Tabarka) comprendront 3/7 de représentants français. Dans les autres municipalités où la population française est supérieure à 10 %, la proportion de conseillers français sera du tiers. Là où elle est inférieure à 10 % mais supérieure à 100 habitants, un Français doit faire partie du conseil ;
- en matière judiciaire, les tribunaux français (pour les Européens) et tunisiens sont conservés pour une durée de quinze ans. Des tribunaux mixtes, avec parité de juges tunisiens et français, seront compétents pour juger les différends entre Tunisiens et Français ;
- la Tunisie continue de faire partie de la zone franc. La Banque de l'Algérie et de la Tunisie conserve le privilège de l'émission.

## Remaniement gouvernemental

### Contexte
Boyer de Latour quitte ses fonctions de résident général le 31 août 1955. Roger Seydoux (qui avait fait partie des négociateurs des conventions) est nommé haut-commissaire de France. Le 1er septembre, pour la première fois, le bey scelle des décrets non revêtus du visa résidentiel.
Le gouvernement français n'ayant plus son mot à dire sur la composition du gouvernement tunisien qui ne comprend plus de directeurs français, Tahar Ben Ammar présente la démission de son gouvernement le 13 septembre. Lamine Bey le charge tout de suite de constituer le nouveau gouvernement.

### Composition du nouveau gouvernement
Le nouveau gouvernement est formé des personnalités suivantes :
- Tahar Ben Ammar : grand vizir ;
- Mongi Slim : ministre de l'Intérieur ;
- Moussa El Kadhem Ben Achour : ministre de la Justice ;
- Jallouli Farès : ministre de l'Éducation ;
- Hédi Nouira : ministre des Finances ;
- Sadok Mokaddem : ministre de la Santé ;
- Mohamed Badra : ministre de l'Agriculture ;
- Chedly Rehaïem : ministre des P.T.T. ;
- Mohamed Masmoudi : ministre de l'Économie ;
- Ezzeddine Abassi : ministre des Travaux publics ;
- Albert Bessis : ministre de l'Urbanisme ;
- Fathi Zouhir : ministre des Affaires sociales.

Roger Seydoux, bien que nommé ministre des Affaires étrangères du gouvernement tunisien, n'assiste pas au conseil des ministres pour ménager les susceptibilités tunisiennes.
Ils ont pour charge de mettre en application les conventions et de régler les détails des passations de pouvoirs entre administrateurs français et tunisiens.

### Assemblée constituante
Le 29 décembre 1955, le bey scelle le décret portant création d'une Assemblée constituante. L'élection est prévue pour le 8 avril 1956. Elle a lieu au suffrage universel direct, au scrutin de liste majoritaire à un tour, sans panachage. Sont électeurs tous les Tunisiens âgés d'au moins 21 ans, les femmes n'ayant pas encore le droit de vote. L'assemblée comprend soixante délégués soit un pour cinquante à 60 000 habitants. À l'occasion de la signature du décret, Ahmed Mestiri, directeur du cabinet du ministre de l'Intérieur, déclare : 
« L'Assemblée constituante aura à définir le régime de monarchie constitutionnelle qui doit être instauré dans ce pays. »

### Signature du protocole d'indépendance
Face à la rébellion yousséfiste qui ensanglante le sud de la Tunisie, le gouvernement tunisien veut disposer d'une armée sous ses ordres ce qui n'est pas prévu par les conventions. Ce sont donc des troupes françaises qui sont chargées de la répression des fellagas qui ont repris le combat. Le gouvernement français comprend vite que cette position est intenable pour le Néo-Destour, en butte à une opposition interne troublée par ces compromissions permanentes avec la puissance coloniale.

L'annonce de la prochaine indépendance du protectorat marocain est le signal qu'attendait le gouvernement tunisien pour relancer les négociations. Le 10 février 1956, à l'issue d'un entretien entre le bey et Roger Seydoux, Tahar Ben Ammar donne connaissance d'un communiqué aux termes duquel : 
« Le Bey a chargé le Premier Ministre de faire part au gouvernement français de son désir de voir bientôt s'ouvrir de nouvelles négociations qui amèneront la promotion de la Tunisie à l'Indépendance. »
Les négociations s'ouvrent à Paris le 27 février 1956. Y participent du côté français Alain Savary, et du côté tunisien Mohamed Masmoudi, Mongi Slim et Bahi Ladgham.

Le 20 mars 1956, le protocole d'accord franco-tunisien sur l'indépendance de la Tunisie est signé par Tahar Ben Ammar et Christian Pineau, ministre des Affaires étrangères. Il énonce : 
« La France reconnaît solennellement l'indépendance de la Tunisie.

Il en découle :
a) que le traité conclu entre la France et la Tunisie le 12 mai 1881 ne peut plus régir les rapports franco-tunisiens ;
b) que celles des dispositions des conventions du 3 juin 1955 qui seraient en contradiction avec le nouveau statut de la Tunisie, État indépendant et souverain, seront modifiées ou abrogées.
Il en découle également :
c) l'exercice par la Tunisie de ses responsabilités en matière d'affaires extérieures, de sécurité et de défense, ainsi que la constitution d'une armée nationale tunisienne.
Dans le respect de leurs souverainetés, la France et la Tunisie conviennent de définir ou compléter les modalités d'une interdépendance librement réalisée entre les deux pays en organisant leur coopération dans les domaines où leurs intérêts sont communs, notamment en matière de défense et de relations extérieures.
Les accords entre la France et la Tunisie établiront les modalités du concours que la France apportera à la Tunisie dans l'édification de l'armée nationale tunisienne.

Les négociations reprendront le 16 avril 1956 en vue de conclure, dans les délais aussi brefs que possible, et conformément aux principes posés dans le présent protocole, les actes nécessaires à leur mise en œuvre. »

## Fin du gouvernement Ben Ammar
L'élection de l'Assemblée constituante est avancée au 25 mars. C'est une formalité pour le Front national dirigé par le Néo-Destour. Le 8 avril, l'Assemblée constituante se réunit en présence du bey et du haut-commissaire de France. Le doyen d'âge qui préside la séance est M'hamed Chenik, premier grand vizir à être nommé sans l'aval du résident général en 1943 et le premier à avoir négocié l'autonomie interne en 1951. Habib Bourguiba est élu président de l'assemblée à l'unanimité par acclamations.
Sa tâche accomplie, Tahar Ben Ammar présente au bey la démission de son gouvernement le 9 avril 1956.